# Scott Crossley
Scott Andrew Crossley (Simi Valley, Kalifornia, 1973. augusztus 1. –) amerikai nyelvész. Alkalmazott nyelvészet professzor a Georgia State Universityn, az Egyesült Államokban. Kutatása a természetes nyelvfeldolgozásra, valamint a számítási eszközök és gépi tanulási algoritmusok alkalmazására koncentrál a tanulási elemzésben, ideértve a második nyelv elsajátítását, a második nyelv írását és az olvashatóságot. Fő érdeklődési területe a természetes nyelvfeldolgozó eszközök fejlesztése és használata az írásminőség és a szöveg nehézségeinek felmérésére. 
Cumming, Hyland, Kormos, Matsuda, Manchón, Ortega, Polio, Storch és Verspoor mellett őt tartják a második nyelven való írás szakterületének egyik legjelentősebb kutatójának.

## Tanulmányai
1999-ben diplomázott történelemből a kaliforniai Northridge állambeli egyetemen. Ugyanebben az évben oklevelet szerzett az angol nyelv oktatása mint második vagy idegen nyelv témakörében a Memphis Egyetemen. Ugyanitt 2002-ben angol nyelvből Master of Arts fokozatot, 2006-ban pedig doktori fokozatot szerzett.[forrás?]

## Szakmai tevékenysége
Crossley a második nyelv elsajátítása, különös tekintettel a második nyelv írása és a második nyelv szókincse szakterületein végzett kutatásairól híres. Kutatásában a koherenciára, a kohézióra, a látens szemantikai elemzésre, a hipermia és az olvashatóság kérdésére összpontosított. Crossley több kollégájával együtt kifejlesztette a Coh-Metrix-et ami egy nyelvielemző szoftver. 
Crossley számos természetes nyelvfeldolgozó szoftver fejlesztésében részt vett, például a Constructed Response Analysis Tool (CRAT), Sentiment Analysis and Cognition Engine (SEANCE), Simple NLP (SiNLP), Tool for the Automatic Analysis of Lexical Sophistication (TAALES), Tool for the Automatic Analysis of Text Cohesion (TAACO), Tool for the Automatic Analysis of Syntactic Sophistication and Complexity (TAASSC). 

## Közlemények
Crossley-nak publikációi jelentek meg a következő folyóiratokban: Written Communication, The Modern Language Journal, TESOL Quarterly, Journal of Second Language Writing, Language Learning  and Studies in Second Language Acquisition.

## Bibliográfia
- McNamara, D. S., Crossley, S. A., & McCarthy, P. M. (2010). Linguistic Features of Writing Quality. Written Communication, 27(1), 57–86.
- Crossley, S. A., Louwerse, M. M., McCarthy, P. M. and McNamara, D. S. (2007). A Linguistic Analysis of Simplified and Authentic Texts. The Modern Language Journal, 91, 15-30. [halott link]
- Crossley, S. A., Greenfield, J., & McNamara, D. (2008). Assessing text readability using cognitively based indices. TESOL Quarterly, 42(3), 475-493.
- Crossley, S. A., & McNamara, D. S. (2009). Computational assessment of lexical differences in L1 and L2 writing. Journal of Second Language Writing, 18(2), 119-135.
- Crossley, S. A., Allen, D. B., & McNamara, D. S. (2011). Text readability and intuitive simplification: A comparison of readability formulas. Reading in a Foreign Language, 23(1), 84-101.

## Fordítás
- Ez a szócikk részben vagy egészben  a   Scott Crossley című angol Wikipédia-szócikk ezen változatának fordításán alapul.  Az eredeti cikk szerkesztőit annak laptörténete sorolja fel. Ez a jelzés csupán a megfogalmazás eredetét és a szerzői jogokat jelzi, nem szolgál a cikkben szereplő információk forrásmegjelöléseként.